# Lokomotiva EP02

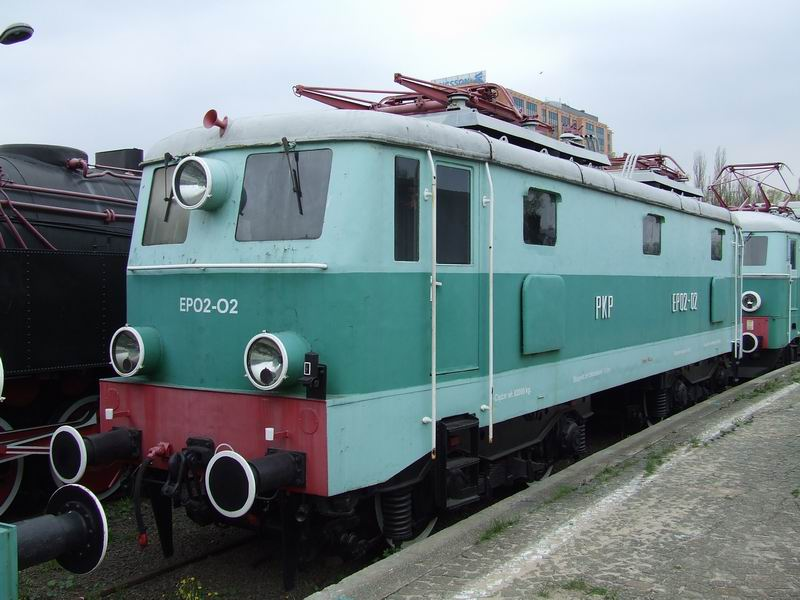
EP02-02

Lokomotivy řady EP02 jsou čtyřnápravové stejnosměrné elektrické lokomotivy, které pro polské železnice PKP dodala společnost Pafawag v letech 1953 až 1957 v počtu 8 kusů.

## Technické údaje
Lokomotiva má uspořádání pojezdu Bo' Bo'. Čtyři trakční motory mají celkový výkon 1 360 kW. Maximální rychlost lokomotivy je 100 km/h. Lokomotiva má hmotnost ve službě 80 tun a délku 15 000 mm.